# Myathropa
Genre

Myathropa est un genre d'insectes diptères du sous-ordre des Brachycera (les Brachycera sont des mouches muscoïdes aux antennes courtes) de la famille des Syrphidae et de la sous-famille des Eristalinae.

## Espècesrencontrées en Europe
- Myathropa florea (Linnaeus, 1758) - l'Éristale des fleurs ou Syrphe tête de mort
- Myathropa usta (Wollaston, 1858)